# بهاءالدین ولد
بهاءُالدّین وَلَد، محمد بن حسین خطیبی بکری (۵۴۳–۶۲۸ق/۱۱۴۸–۱۲۳۱م)، معروف به بهاء ولد، سلطان‌العلما، عارف، واعظ، از مشایخ تصوف و گفته می‌شود که پدر مولانا جلال‌الدین بلخی است. بهاءالدین تا مدت‌ها فقط پدر جلال‌الدین بلخی شناخته می‌شد. اخبار مربوط به او از طریق ولدنامه یا ابتدانامه سلطان ولد، رساله سپهسالار به قلم فریدون بن احمد سپهسالار و شرح حال مبسوط مولانا، مناقب العارفین به دست ما رسیده‌است. هنگامی که بدیع‌الزمان فروزانفر در شرح انتقادی زندگی و آثار مولانا، در بارهٔ پدر مولوی وارد سخن شد و به توصیف مختصر تنها اثرش، معارف نیز پرداخت، افق تازه‌ای در تحقیقات مربوط به بهاء ولد گشوده شد.
بهاء ولد از مشایخ صوفیه ماوراءالنهر و از شاگردان نجم‌الدین کبری بود. وی به دلیل اختلاف با سلطان محمد خوارزمشاه، همراه با خانواده و شماری از یارانش در حوالی سال‌های ۶۰۹–۶۱۰ از مشرق بیرون آمد و در غرب به آسیای صغیر پناه برد. وی در سخنانی که در روزهای آخر ایراد کرد، گفت که به خاطر حملهٔ مغولان منطقه را ترک می‌کند. بهاء ولد مریدان بسیاری داشت و زمانی که حرکت کرد، سیصد شتر کتاب‌های نفیس و اسباب خانهٔ او و اطرافیانش را حمل می‌کردند. او ابتدا به بغداد و سپس به مکه رفت و سرانجام به دعوت یکی از سلاطین سلجوقی آسیای صغیر، در قونیه سکنی گزید تا آن که به سال ۶۲۸ یا ۶۳۱ درگذشت.

## محل تولد
این امکان وجود دارد که محل تولد بهاء حومهٔ دور یا نزدیک بلخ بوده باشد. اگر بهاء در بلخ یا جنوب جیحون زاده و بزرگ شده باشد، پس کودکی‌اش را در قلمرو سلجوقیان گذرانده‌است. بهاء در شرق وخش می‌زیست و در آنجا خانه‌ای هم داشت (معارف، جلد ۲، ص ۱۴۲، س ۴). این شهر یا ناحیه را در دوران غوریان ملک یا سلطان مورد هجوم قرار داد.

## تدریس
بهاء ولد در خراسان و در خطهٔ بلخ به وعظ و درس می‌پرداخت و موعظه‌های او با اندیشه‌ها و کلمات صوفیان آمیخته بوده‌است. بهاء ولد شیوهٔ تحقیق حکما و فلاسفه و نیز علوم اهل مدرسه را راه وصول به حقیقت نمی‌دیده‌است و اختلاف او را با فلاسفه و متکلمان آن زمان می‌توان در اشارتی که در معارف به فخرالدین رازی، متکلم سدهٔ ششم کرده‌است، ملاحظه کرد.

## پیش از حملهٔ مغول
اندکی پیش از حملهٔ مغول به آن نواحی و به سبب آزردگی از مردم بلخ و پادشاه وقت، صلاح کار خود را در آن دید که از خراسان دور شود و بدین سبب به عزم سفر مکه از بلخ بیرون شد. بهاء ولد و همراهانش رهسپار بغداد شدند و بهاء ولد از آنجا راهی مکه شد. بهاء ولد از مکه به شام رفت، ولی مدت اقامت او در شام به‌درستی معلوم نیست. آن چه از منابع معتبر برمی‌آید، صرف‌نظر از مبالغه‌گویی‌های مناقب‌نویسان، بهاءالدین ولد در لارنده اعزاز و احترام نواب و وابستگان دربار سلطان علاءالدین کیقباد سلجوقی (۶۱۷–۶۳۴ ق) را برانگیخت. سرانجام بهاء ولد در ۶۲۶ ق به شهر قونیه رفت. دو سال پس از ورود به این شهر در ۸۵ سالگی وفات یافت. مجموعهٔ مواعظ او با عنوان معارف، شامل مباحثی است در توحید، اسماء و صفات الهی و دیگر موضوعات مربوط به کلام و تصوف اسلامی و نیز نکاتی در تفسیر قرآن، البته با تعبیراتی شاعرانه و الفاظی دل‌نشین. مولوی در محاورات خویش غالباً از این کتاب به تعبیر «فواید والد» یاد می‌کند و تأثیر مضامین و مطالب معارف در آثار مولوی مشهود است. مولوی در مثنوی و نیز در غزلیات خود از معانی این کتاب اقتباس بسیار کرده‌است.

## در گفتار و اندیشه
بها در گفتار و اندیشه مثل پسرش مولانا ابن‌الوقت است. چنان‌که معروف است مولانا مثنوی خود را در نشست‌های پی‌درپی به شاگرد جوانش حسام‌الدین چلبی املا می‌کرده و او می‌نوشته‌است.

## مهاجرت
بنابر آنچه گفته شد مهاجرت بهاء از بلخ در گیراگیر هجوم مغول به مملکت خوارزمشاه یعنی حدود سال ۶۱۶ بوده‌است، که یک سال بعد بلخ به دست مغولان افتاد؛ و ورود بهاء به قونیه را ۶۱۷ ذکر کرده‌اند. سلطان علاءالدین، از بهاء کرامت‌ها دیده و از وعظ او حیران شده بود و پیوسته با خواص و نزدیکان خویش مولانا را می‌ستود و می‌گفت که بهاء به حقیقت ولی خداست.
آوازهٔ کرامات بهاء همه جا پیچید و بعضی حکما و علما مانند فخر رازی و قاضی زین خوارزمی و رشید قبائی و… در حق وی سخن‌ها گفتند و خاطر پادشاه را از وی مکدر کردند. در تاریخ ۶۰۵، بهاء بر سر منبر دائماً فخر رازی و خوارزمشاه را مبدع خطاب می‌کرد. علما در تحریک پادشاه جهد کردند که بهاءالدین ولد تمامی خلق را متوجه خود کرده‌است و برای ما و شما اعتباری قائل نیست. خوارزمشاه قاصدی فرستاد که حضرت سلطان العلماء بلخ را قبول کند و دستوری دهد تا به اقلیم دیگر رویم که دو پادشاه در یک اقلیم نگنجد. بهاءالدین جواب داد که ملک دنیا را اعتباری نیست، ما سفر کنیم. پس از چندی بهاء از بلخ به بغداد رفت و در آنجا بود که با شیخ شهاب‌الدین سهروردی دیدار نمود؛ و از راه کوفه به کعبه رفت و پس از زیارت کعبه به دمشق رسید. اهل شام خواهان نگاه داشتن وی بودند ولی بهاء نپذیرفت و از دمشق به روم رفت و در شهر لارنده از توابع قونیه چند سال اقامت نمود. جامی در نفحات الانس شرحی راجع به مسافرت‌های بهاء ولد بعد از مهاجرت از بلخ نوشته‌است که این قسمتش از حقیقت دور نمی‌نماید. می‌گوید بهاء هفت سال در شهر لارنده بود و همان‌جا مولانا جلال‌الدین در ۱۸ سالگی کدخدا شد و سلطان ولد (پسر مولانا) در ۶۲۳ تولد یافت؛ و بعد از آن سلطان ایشان را از لارنده به قونیه استدعا کرد و بهاءالدین آن جا به جوار رحمت حق پیوست؛ بنابراین در دو روایت معلوم می‌شود که مولانای بزرگ در سال ۶۲۳ که تولد سلطان ولد است در شهر لارنده از توابع قونیه بوده‌است. پس اگر این روایت‌ها را درست بدانیم باید بگوییم بهاءالدین پس از مهاجرت از بلخ و سفر مکه به روم آمده و چند سال در لارنده و دو سال آخر عمر خود را در خود قونیه به سر برده‌است.

## بهاء ولد و خوارزمشاه
بهاء ولد چند جا از خوارزمشاه یاد می‌کند، اما پی بردن به ترتیب تاریخی دقیق اظهارات او ناممکن است. این موضوع در مورد همهٔ اشخاصی که در نسخهٔ قدیم قونیه ذکری از آنان رفته، صدق می‌کند. سلطان ولد نارضایتی بهاء ولد از خوارزمشاه و همچنین مردم بلخ را تأیید کرده‌است. سلطان ولد چنان توضیح می‌دهد که خدا خود به بهاء توصیه کرد که شهر را ترک کند زیرا او قصد دارد شهر را نابود کند.
شرح حال نویسان همواره نشان بهاء را در بلخ می‌جویند، ولی اشارات یادداشتهای او برعکس، تنها از وخش نشان می‌دهد! تردیدی نیست که سکونت او در وخش بوده‌است. او در وخش همیشه احساس رضایت نمی‌کرد بلکه غالباً خود را وانهاده و گمنام در گوشه‌ای پرت افتاده می‌دید. بهاء در یادداشتی که مربوط به شرایط بحرانی اواخر کار است به سفر فکر می‌کند. باید گفت آنچه که برای بهاء ماندن را سخت می‌کرده نه نارضایتی از محیط یا بی اعتنایی دیدن از آن بلکه پیش‌بینی این خطر بوده که نفوذ عظیم و محبوبیت فوق‌العاده اش، عکس العملی در قدرتمندان برانگیزد. بهاء از وخش به بلخ رفت، اما پیش از آنکه مغول‌ها باخ را تصرف کنند به سوی بغداد خارج از قلمرو قدرت خوارزمشاه و چنگیز خان قرار داشت حرکت کرد. به گفتهٔ سلطان ولد، این سفر حدود ده سال طول کشید.

## بهاء ولد در خانواده
در مقدمهٔ مثنوی خود می‌نویسد، مادر بهاء الدین ولد دختر پادشاه خوارزم بود و ملکه خاتون نام داشت. مادر بهاء در آن وقت که قسمت اعظم یادداشتهای او تحریر شده، زنی سالخورده بوده‌است. بهاء مادر خود را نه بانویی متشخص بلکه پیرزنی بددهن توصیف می‌کند؛ ولی از آن روی که همگی زیر یک سقف زندگی می‌کردند، او احتمالاً می‌کوشیده که با پیرزن کنار بیاید. مادرش گاه هنگام تفکر و نوشتن با طرح مشکلاتی که بهاء باید رفع می‌کرده یا بیان مطالبی که باید او بدان گوش می‌سپرده، مزاحم او می‌شده‌است. او زنی زود خشم بوده‌است. یک بار عصبانیت او بر سر مطربانی بوده که چنگ می‌نواخته‌اند. اما بهاء موسیقی را موهبتی الهی می‌دانست که موافق سرشت بشر است.

## بهاء ولد در اجتماع

### بهاء در وخش و حومهٔ آن
– اگر بلخ را بنا به احتیاط کنار بگذاریم – کاملاً مورد احترام بود. برای او مهم بود که پیوسته به کمالات خود بیفزاید و به خاطر تسلط خود در کارش سرشناس هم باشد. در عین حال او احساس می‌کرد که اخلاقیات خود را بدین گونه در معرض خطرات معینی قرار داده‌است. بهاء به این موضوع فکر می‌کرد که چگونه باید با مضراتی که از طریق نامجویی ممکن بود در روحش ایجاد شود مواجه گردد و به اندیشه‌هایی دست یافت که معمولاً معروف صوفیه و بخصوص ملامتیه‌است. اجتماعی که در آن بهاء می‌زیست به هیچ رو یک دست و یکسان نبود. او از سویی مورد موافقت و بزرگداشت قرار می‌گرفت و وجودش به عنوان کسی که درس می‌گوید و به مردم یاری می‌رساند با ارزش تلقی می‌شد و از سوی دیگر به عنوان استادی نامحبوب از بی حرمتی خاموشانه‌ای در محیط اطرافش رنج می‌برد. بی حرمتی ای که آن را برای حفظ ظاهر پوشیده می‌داشتند و همچنین از مقاومتهایی که علیهش وجود داشت، در رنج بود.

### بهاء در مقام معلم و مدرس
بهاء غالباً دربارهٔ قوم و نیز گاه دربارهٔ مریدانی سخن می‌گوید که با ایشان سر و کار داشته‌است.
اشتغال او به دانش میان دو جنبه در نوسان بود. یک بار چنین اندیشید که باید معلومات فراوانی برای استفادهٔ خود و شنوندگانش گرد آورد. از صرف و نحو و لغت گرفته تا اصول فقه و غیر آن ولی بعد با این دید به نظم خود بازگشت که یک استغراق صرفاً شغلی، بی ذوق و بی‌مزه‌است و بهاء آن را در برابر تعظیم الله و شفقت بر خلق قرار داد. یک بار دیگر که از ذکر زیاد دلتنگ شده بود، با خود گفت: به خوارزم می‌روم تا نزد عماد الدین طب آموزم تا مزه‌ای از جهان بیابم به سبب طب، و سپس با خود گفت که مزه‌ای از جهان و نعمت‌الله خواهد یافت و به خاطر آن دوباره خدا را شکرگزار تواند بود.
بهاء ولد فقط عالم نبود و شاید نتوان او را عالم بزرگی هم دانست. گر چه در معارف یادداشتهایی دربارهٔ موضوعات فقهی و غیره هست و این مطالب در وهلهٔ اول به زبان عربی نوشته شده، ولی قوی‌ترین شناخت حقیقت دینی و تجربهٔ دینی در قلب او قرار دارد. نه فقط افرادی که می‌خواستند دربارهٔ فقه اسلامی و مقررات اسلامی حکمی را بدانند به او مراجعه می‌کردند بلکه کسانی هم در شمار مراجعان او بودند که می‌خواستند زندگی معنوی خود را به سوی خدا جهت بخشند. گاه به جایی می‌رسید که نزدیک بود تمامی آنچه را که او را از تعمیق احساس و مراقبت از عشق خود به الله بازمی‌داشت، قربانی کند.

## آیا بهاء صوفی است؟
سه استدلال می‌تواند بیانگر صوفی بودن بها باشد.
- دلیل اول: بیان این مسئله که گویا بهاء ولد شاگرد نجم الدین کبری بوده‌است؛ و این مسئله که پدر بهاء، او را در حلقهٔ صوفیه داخل کرده‌است.
- دلیل دوم: وجود شاگردش برهان الدین محقق ترمذی است و این استدلال اخیر حقانیت خاصی هم دارد. زیرا همین جاست که بلافاصله دو میدان عمل مد نظر قرار می‌گیرد. در اینجا هر دو ساحت بهاء در وجود دو تن از شاگردانش با هم رو به رو می‌شوند: در پسر بهاء جلال الدین که تا زمان مرگ پدرش تنها لوازم علم ظاهری را جمع‌آوری کرده بود، و در محقق که در کنار استاد خود آشکارا فقط از کسب معرفت درونی و عرفانی بهره‌مند گشته بود. محقق یک سال پس از فوت بهاء به قونیه آمد و احتمالاً در آنجا پسر ۲۵ سالهٔ بهاء، جلال الدین را با پیش کشیدن معارف بهاء که به قولی آن را هزار بار با او دوره کرده‌است، برای نخستین بار به طرف عرفان هدایت کرده باشد. این کار تا زمان فوت محقق یعنی نه سال ادامه یافت. بدین ترتیب گویا تجسم دوبارهٔ سرشت دوگانهٔ بهاء در پسرش جلال الدین اول بار از طریق یک مرحلهٔ میانی صورت گرفته باشد. محقق ابتدا نحوهٔ ورود به عرفان و از طریق آن، روح عرفانی پدرش را با او در میان گذاشته‌است. در ضمن این مطلب باید گفته شود که برای دلیل اول هیچ تکیه گاه محکمی نیست، می‌توانیم این استدلال را به حال خود بگذاریم.
- دلیل سوم: بهاء جبه بر تن می‌کرده، ولی ممکن است همان بالا پوش بلند باشد که مردم دیگر هم از پوشیدن آن ابایی نداشتند.

## شجره نامه
بهاءالدین محمد ولد پسر حسین بلخی معروف به مولانای بزرگ سلطان العلما لقب داشت و از بزرگان علما، و اقطاب صوفیهٔ خراسان شمرده می‌شد و رشتهٔ طریقت و خرقهٔ ولایتش چنان‌که مشهور است به امام محمد غزالی می‌پیوست. پدر بر پدر از مردم بلخ و ساکن آن دیار بودند، جملهٔ اجدادش از مشایخ و بزرگان آن دیار بودند. 

## دربارهٔ بهاءالدین
در فتوی و تقوی مثل و مانند نداشت. بها در حدود ۶۱۶ هجری از بلخ کوچ کرد و پس از سفر حج و گردش دیار در قونیه از بلاد روم اقامت فرمود. سلطان علاء الدین کیقباد سلجوقی به وی بی اندازه ارادت می‌ورزید.
مردم قونیه از زن و مرد و پیر و جوان به وی ارادت داشتند، به حدی که سلطان علاء الدین مرید وی گردید تا حدی که در بیماری بهاء نذر کرده بود و می‌گفت اگر بهاء بهبودی یافت پادشاهی را به وی واگذار خواهم کرد و بهاء می‌فرمود اگر این مرد راست می‌گوید به یقین وقت رحلتم رسیده‌است چرا که جمع سلطنت ظاهر و باطن در یک تن به صلاح نیست.

## وفات
بها در قونیه به بستر بیماری افتاد و روز جمعه ربیع الآخر ۶۲۸ در همان‌جا درگذشت.
اگر وفات بهاء را ۶۲۸ بدانیم این دو سال ظاهراً نه با اقامت بهاء در قونیه و نه با مدت ارادت سلطان علاء الدین به بهاء مطابقت دارد. زیرا بهاء در بلخ که بود خبر هجوم تاتار به وی رسید؛ که بهاء از بلخ به مکه سفر کرد و از حجاز به روم رفت و در قونیه اقامت جست و مردم به زیارتش شتافتند و به وی ارادت پیدا کردند؛ بنابراین میان مهاجرت از بلخ تا آمدن به قونیه ده سال طول نکشیده که در ۶۲۶ به قونیه آمده باشد و پس از دو سال در ۶۲۸ فوت شده باشد.
اگر بخواهیم این مسئله را بپذیریم که وی بعد از دو سال اقامت در قونیه فوت کرده، پس باید بگوئیم وفات بهاء در ۶۱۸–۶۱۹ واقع شده نه در ۶۲۸، اما ولد (پسر مولانا جلال الدین) در گفتارهای خود ۶۲۸ را سال وفات بهاء ذکر کرده‌است.

## پس از وفات
مردم قونیه پس از فوت بها در عزای او رستخیز به پا کردند، سلطان علاء الدین در سوگ بها بود و عزاداری کرد و یک هفته در مسجد جامعه خوان نهاد و به فقرا بخشش کرد.
خانگاه بهاءالدین ولد، در بیست کیلومتری شهر مزارشریف واقع شده‌است.
در ۲۳ ژانویه ۲۰۲۵ اعلام شد نهاد همکاری و هماهنگی ترکی (تیکا) قرار است خانقاه بهاءالدین پدر مولانا جلال‌الدین محمد بلخی را بازسازی کند.